# Redshift
Redshiftは、時間帯に応じてコンピューターディスプレイの色温度を調整するアプリケーションである。このプログラムは自由ソフトウェアで、目の疲れや不眠症を軽減することを目的としている。
Redshiftは、コンピュータディスプレイの色温度を昼間と夜間の間で切り替え、ユーザーの目がゆっくりと順応できるようにする。夜間の色温度は低く、通常は3000〜4000Kで、部屋の照明温度と一致するのが望ましい。昼間の一般的な色温度は5500〜6500Kである。

## 機能
Redshiftは主にLinuxオペレーティングシステム向けに配布され、使用されている。
Redshiftを使用すると、単一の色温度と明るさを設定する（ワンショットモード）ことも、太陽高度に合わせて温度と明るさを継続的に調整することもできる。その場合、薄明近くになると夜間の色温度設定に移行する。昼間と夜間の温度と明るさの設定は、ユーザーが設定できる。
太陽高度を決定するために、ソフトウェアは緯度と経度の形式でユーザーの位置の情報を必要とする。
LinuxおよびBSDオペレーティングシステムでは、RedshiftはX拡張機能RandR（推奨）またはVidMode、あるいはDirect Rendering Managerを通じて複数のモニターをサポートする。Redshiftは制御するすべてのモニターで同じガンマ補正を使用するようにのみ構成できるため、通常はモニターごとにプログラムのインスタンスを1つ実行することが望ましい。

### インターフェイス
Redshiftには元々コマンドラインインターフェイスしかなかったが、現在はほとんどのLinuxデスクトップ環境をサポートするグラフィカルユーザインタフェース（GUI）がある。これらのGUIには、redshift-gtk、redshift-plasmoid、nightshiftなどがある。
redshift-gtkはRedshiftのソースツリーに含まれている。ウィンドウインターフェイスに加えて、Redshiftを有効または無効にしたり、画面の色温度を自動的に調整したりできるトレイステータスアイコンも提供される。
Redshiftは、ターミナル、パネルランチャー、または起動コマンドを使用して開くことができる。コマンドredshift -O #TEMP（#TEMPはケルビン単位の色温度で、1000〜25000）は温度を設定し、コマンドredshift -xはRedshiftを終了する。

## フォーク
2020年6月14日以降、Redshiftの開発は中止された。
2023年8月27日以降、Debianユーザーは代わりにRedshiftフォークであるgammastepを使用することが推奨される。

## 評価
RedshiftはLinuxユーザーから好意的に評価されており、f.luxのLinuxポートであるxfluxと比較してRedshiftにはインストールとユーザーインターフェイスの利点がいくつかあると指摘されている。ただし、f.luxのシステムはその後改良された。
Ubuntu MATEは、17.10リリース以降、デフォルトでRedshiftがインストールされている。
Linux Mint Cinnamonは、18.3リリース以降、デフォルトでRedshiftがインストールされている。Redshiftの開発は中止されたため、Linux Mintは代替を模索している。